# George Henry Wilson
George Henry Wilson (* 3. März 1855 in Painesville, Ohio; † 12. April 1922 in Lakewood) war ein US-amerikanischer Zahnarzt und Hochschullehrer. Nach ihm ist die Wilson-Kurve benannt.

## Leben

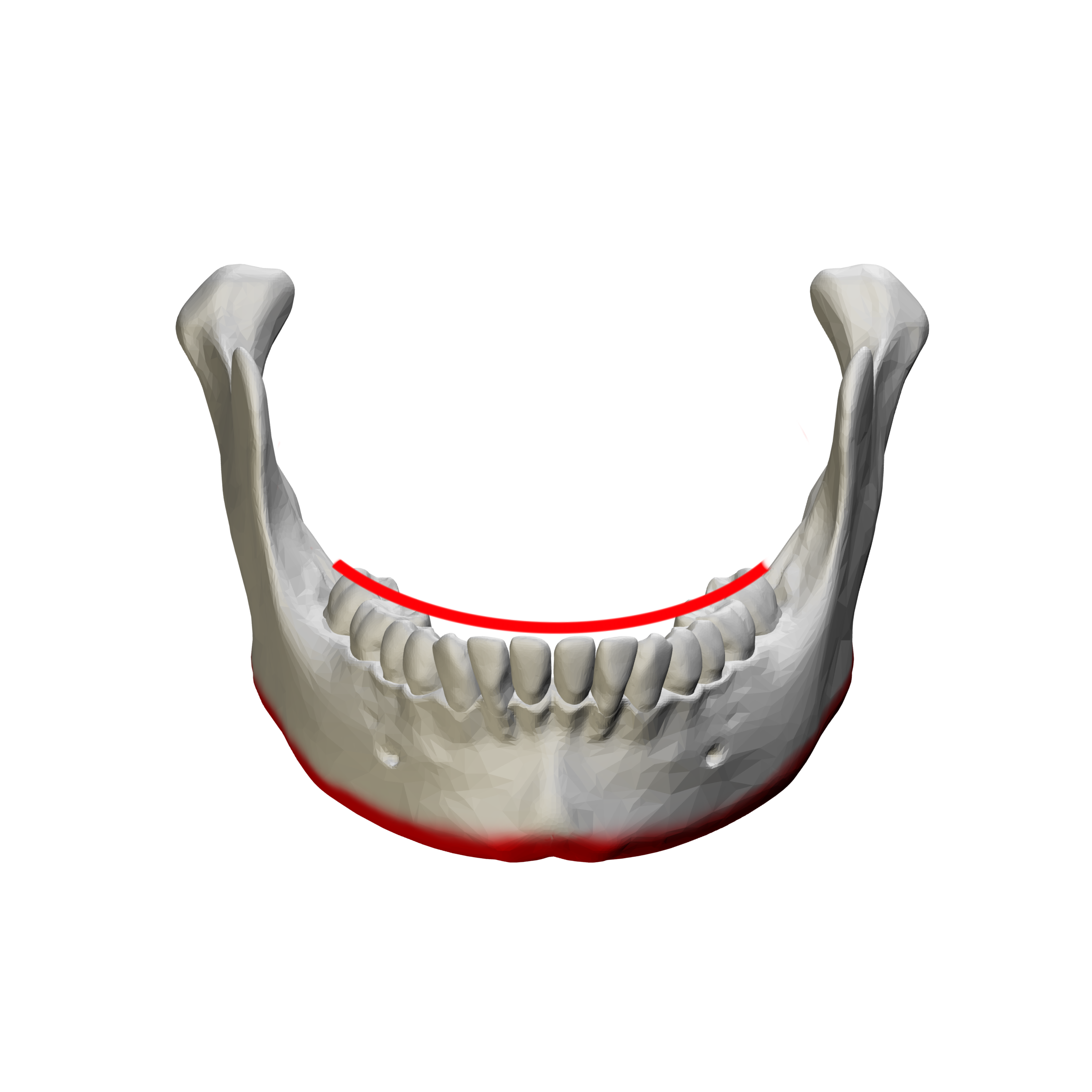
Wilson-Kurve

George H. Wilson wurde als Sohn des Zahnarztes David C. Wilson und seiner Frau Marion F., geborene Flanders, geboren. Im Alter von 19 Jahren begann er seine zahnärztliche Ausbildung in der Praxis seines Vaters in Painesville. Zwei Jahre später wechselte er an die zahnmedizinische Fakultät der University of Michigan, wo er 1878 das Studium als Doctor of Dental Surgery (D.D.S.) abschloss. Im Jahre 1891 erhielt er einen Ruf als Professor für klinische Prothetik an die Cleveland University of Medicine and Surgery. Ein Jahr später wurde er Professor für prothetische Zahnheilkunde und Metallurgie an der Case Western Reserve University, wo er bis zu seiner Pensionierung im Jahre 1918 lehrte. Seine Arbeit setzte er danach als außerordentlicher Professor an der prothetischen Abteilung der University of Southern California fort.
Die Wilson-Kurve wurde nach ihm benannt. Sie hat ihre Bedeutung beim Aufstellen der künstlichen Zähne in der Kalottenartikulation von Totalprothesen. Die Seitenzähne einer Unterkieferprothese werden – von der Kaufläche her – gegen eine kalottenförmig gewölbte Schablone aufgestellt und bilden eine transversale Kompensationskurve. Hierdurch wird später in Funktion (beim Kauen) eine beidseitige „balancierte“ Okklusion erzielt. Die Wölbung der Kalotte ist von der Höckerneigung der Prothesenzähne und der Kondylenbahnneigung abhängig.

## Publikationen
- Manual of Dental Prosthetics, Lea & Febiger, Philadelphia and New York, 1917.
- The Anatomy and Physics of the Temporomandibular Joint. In: The Journal of the National Dental Association, Heft 7, 1920, S. 414, doi:10.14219/jada.archive.1920.0080.